# 통증의 풍경
《통증의 풍경》은 2021년 11월 5일에 방영한 《KBS 드라마 스페셜 2021》 시리즈 중 두 번째 작품으로, TV시네마 제2탄이다. 다만, 먼저 제2탄으로 방영하려던 《F20》가 조현병의 혐오를 조장한다는 논란의 소지가 많다는 이유로 방영을 보류한 바 있다.

## 줄거리
신부 가브리엘은 허름한 빌라촌 좁은 월세방으로 가득한 곳에서 권태로운 사목 생활을 이어나간다. 어느 날 자신이 살인을 저질렀다고 주장하는 한 사람의 고백를 듣게 된다. 형사 광숙 역시 처음엔 대수롭지 않은 장난으로 생각했지만, 끊임없이 이어지고 있는 한 동네의 고독사 사건에 의문이 품기 시작한다.

## 등장 인물

### 주요 인물
- 안내상 : 가브리엘 역 - 권태로운 중년의 노신부
- 길해연 : 노파 역 - 홀로 폐지를 줍고 다니는 노인
- 백지원 : 윤광숙 역 - 정년을 5년 앞둔 중년의 형사

### 그 외 인물
- 차순배 : 경찰팀장 역 - 광숙이 일하고 있는 강력팀의 팀장
- 오윤홍 : 사무장 역
- 이신기 : 광숙의 후배 형사 역
- 김현이 : 배달기사 역
- 손영순 : 할머니 역
- 김이호 : 해병대 노인 역
- 한명환 : 고딩 역
- 진영 : 사회복지사 역
- 민구경 : 브로커 역
- 김미지 : 반텐더 역
- 김동민 : 형사 1 역
- 박성호 : 순경 1 역
- 구본웅 : 사내 역
- 지성환 : 화장실 경찰 역
- 이광훈 : 시골경찰 역
- 이병준 : 목장 주인 역
- 김찬민 : 커플남 역
- 최경민 : 커플녀 역
- 최원경 : 무인도 사내 역

## 자문
- 이창원 다니엘 신부
- 권일용 교수(프로파일러)

## 삽입곡
- In Gowan Ring - 〈The Wind that Cracks the Leaves〉